# Abbaye de Saint-Ghislain
L'abbaye de Saint-Ghislain fut un monastère fondé par saint Ghislain, alors installé comme ermite en forêt, vers 650, situé en Wallonie près de la rivière Haine, en Belgique, dans la province de Hainaut. L'abbé saint Ghislain dirigea son monastère durant une trentaine d’années, et la ville de Saint-Ghislain s'est développée autour de l’abbaye.
À la fin du IXe siècle, l'abbaye fut mise à sac par les Normands. Le monastère fut laissé à l’abandon, mais le comte Gislebert le releva et fit en sorte, au Xe siècle, d'y introduire la règle de saint Benoît. Ensuite, l'histoire de l'abbaye est marquée par une alternance de périodes de prospérité et de malheurs, jusqu'au XVIIe siècle : nouvelles donations territoriales, incendie, travaux de restauration, période difficile des croisades, croissance et travaux de prestige, grave famine, situation de guerre quasi-permanente durant le XVe siècle, pillages et désordre, nouvelle prospérité au XVIe siècle, guerres de Religion dévastatrices, furies iconoclastes causées par les Huguenots, attentat détruisant presque tout, pauvreté.
Au tournant du XVIIIe siècle, on a décidé de tout rebâtir et d'y ajouter même une bibliothèque. Cependant, le 1er septembre 1796, l’abbaye de Saint-Ghislain fut officiellement supprimée par le pouvoir révolutionnaire français. Les bâtiments furent vendus comme bien public. Les vestiges de l'ancienne abbaye sont rares : une partie du mur d'enceinte, une abbatiale devenue une église paroissiale, les stalles qui en ornaient jadis le chœur se trouvant aujourd'hui à la cathédrale de Tournai.

## Géographie
La fondation de l'abbaye a lieu à 11 km à l'Ouest de Mons, en Belgique, dans la province de Hainaut.

## Histoire

### Fondation par saint Ghislain
Saint Ghislain, le fondateur, est d’origine franque. Il s’installe comme ermite dans une forêt du Hainaut. La présence de disciples près de sa « celle » (cellule) forme une petite communauté autour de ce qui est appelé la Celle Saint-Pierre. 
Une légende rapporte que Dagobert Ier, lors d’une chasse à l’ours dans la région est impressionné de ce que l’ours qu’il poursuit (une ourse avec ses petits) se réfugie auprès de Ghislain, l’ermite. Cette légende explique le nom antique du lieu : Ursidongus, c'est-à-dire la « tanière de l’ours ».

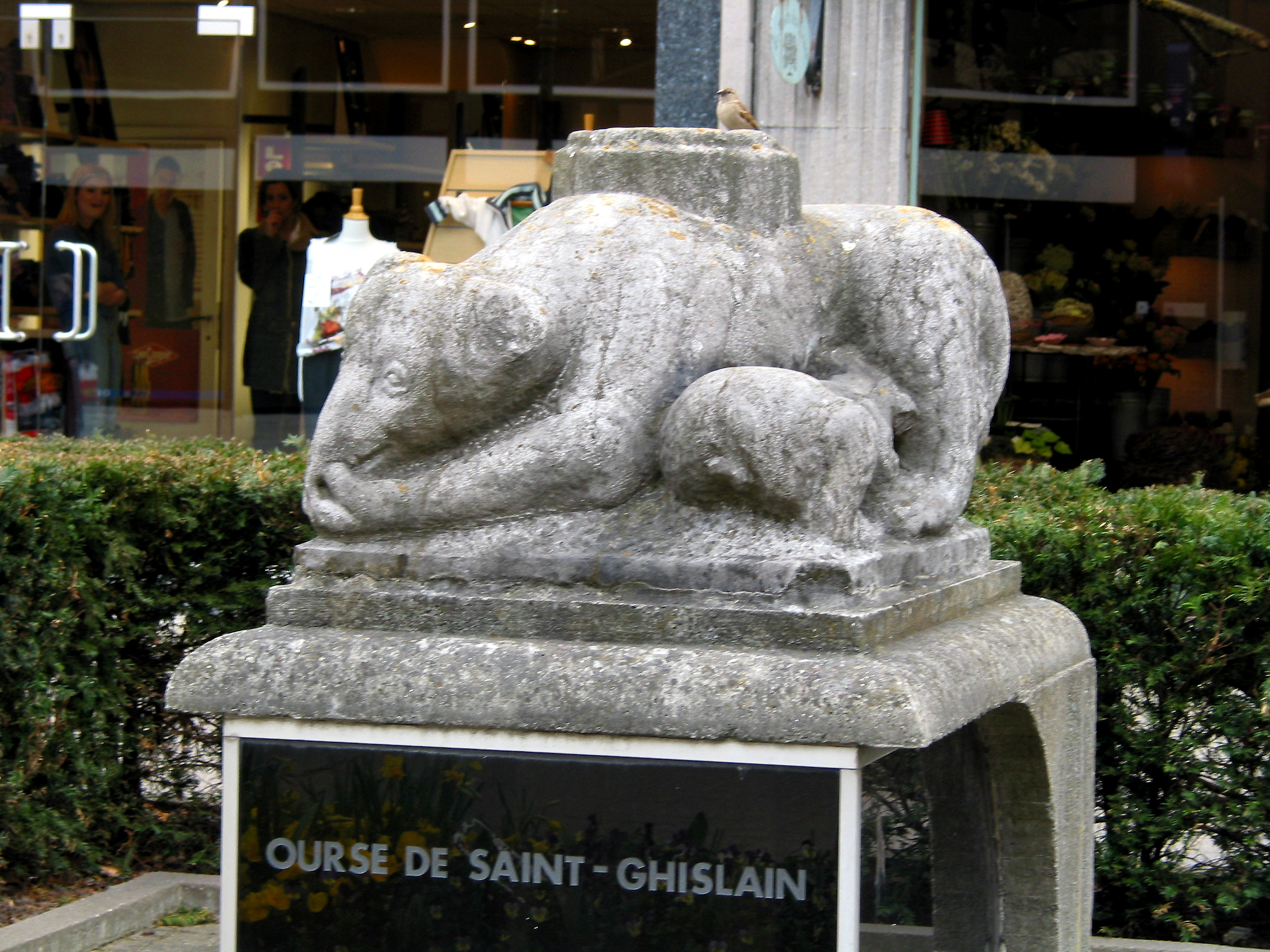
L'ourse est devenue symbole de la ville

L’endroit est donné par le roi d’Austrasie à Ghislain pour qu’il y fonde un monastère pour lui et ses disciples. Généreux, le roi Dagobert Ier continuera à soutenir la fondation. Le monastère est construit vers 650 et son église consacrée par saint Aubert, évêque de Cambrai. Longtemps il continue à être connu comme « la Celle-Saint-Pierre ». Du saint fondateur l’on sait qu’il était proche de saint Amand et conseiller spirituel des deux sœurs, sainte Waudru et sainte Aldegonde. La première fonde un oratoire autour duquel se développera la ville de Mons, et la seconde un monastère à Maubeuge.
Saint Ghislain, abbé, dirige son monastère durant une trentaine d’années. À sa mort, aux environs de 680, le nombre de moines est grand. Ghislain est enterré dans son monastère, où son tombeau devient lieu de pèlerinage.

### DuVIIIeauXesiècle
En 808, les travaux commencent pour l’érection d’une église sur le tombeau de saint Ghislain. Un certain Eléphas est alors abbé du monastère. L’église est achevée en 822 et consacrée par l’évêque de Cambrai, C’est sans doute à cette époque que le monastère commence à être connu comme abbaye de Saint-Ghislain. 
La bienveillance des seigneurs locaux, encouragée par le prestige de l’abbaye, fait que les possessions augmentent au point d’attirer des convoitises. Après la défaite de Régnier I, comte de Hainaut, le pays est dévasté par les Normands (fin du IXe siècle). Saint-Ghislain n’est pas épargné. L’abbaye et son église sont mises à sac. Un moine parvient à sauver les restes et reliques du saint en les mettant en sécurité.
Pendant de nombreuses années le monastère est laissé à l’abandon. Des clercs s’y installent, mais sans esprit religieux. La désorganisation et la misère s’installent. 
Le comte Gislebert rétablit le moutier, faisant en sorte, vers 931, avec l'évêque de Cambrai, que Gérard de Brogne visite la communauté désorientée et y introduise la règle de saint Benoît. Saint-Ghislain devient officiellement une abbaye bénédictine dont Gérard de Brogne est l’abbé durant quelque temps. Un incendie en 938 cause de sérieux dommages.

### Renaissance:XIesiècle
Les comtes de Hainaut, dont le fief est alors réduit, s'intéressent au bourg de Saint-Ghislain naissant. Godefroy y fait construire une enceinte. La sécurité permet alors au monastère et au bourg de renaître. En 1055, Baudouin Ier, comte de Hainaut, fait de nouvelles donations territoriales. En 1095, un autel dédié à la Sainte Vierge est donné par Gaulcher, évêque de Cambrai,.
Peu après l'affaire du dragon, un incendie détruit l'abbaye. Les travaux de restauration durent longtemps et se terminent avec l'église, en 1183. Les reliques du saint reçoivent une nouvelle châsse. Gilles de Chin donne ses terres, dont Marcasse, à l'abbaye de Saint-Ghislain, donation confirmée en 1183 par le pape Lucius III.
La période des croisades (deuxième croisade) est difficile pour les moines mais ils ne sont pas directement inquiétés. Ils se contentent d'accompagner de leurs jeûnes et prières les comtes de Hainaut, fort engagés dans ces expéditions en Terre sainte.

### XIIIeauXVesiècle
Les XIIIe et XIVe siècles sont des périodes de croissance et prospérité, marquée par l’élévation de l’abbé de Saint-Ghislain au rang de comte du Saint-Empire en 1289, l’acquisition de nouvelles terres et des travaux de prestige. Par ailleurs, la ville de Saint-Ghislain, comme d’autres durant le XIVe siècle cherche à s’affranchir de la tutelle de l’abbaye. Des luttes de pouvoir et conflits judiciaires entre autorités civiles et l’abbaye ne sont pas rares. Ainsi en 1400 un important accord règle certaines coutumes et usages de biens publics à Saint-Ghislain. On différencie de plus en plus clairement l’abbaye de la ville de Saint-Ghislain.
Une grave famine en 1437, et une situation de guerre quasi permanente durant le XVe siècle - avec le passage fréquent d’armées dans le Hainaut - minent gravement la vie économique de la région en général et de l’abbaye en particulier. Les années les plus graves se situent autour de 1491 lorsque les Français et les Autrichiens se battent dans la région de Cambrai. Pillages et désordres s’ensuivent. L’abbaye est en déclin. L'année 1491 est l'année à partir de laquelle est introduite dans l'abbaye la réforme de Bursfeld.

### XVIeauXVIIIesiècle
Renaissance et nouvelle prospérité au XVIe siècle. Vers 1513, l’abbé Quentin Benoît fait construire un refuge abbatial dans la ville de Mons. Il prouve rapidement son utilité car les guerres de Religion sont dévastatrices pour les abbayes et lieux de cultes. En 1581 les Huguenots s’emparent de la ville de Saint-Ghislain. Des profanations s’ensuivent. De nombreux trésors artistiques sont perdus lors des furies iconoclastes : par trois fois Saint-Ghislain est assiégée. En 1627, la châsse des reliques du saint est cachée à Mons et y restera longtemps.
En 1656, un attentat au colombier de l’abbaye cause de graves dégâts : église et monastère sont presque entièrement détruits. Les moines vivent dans la pauvreté. Ce n’est au tournant du siècle que la situation s’améliore à nouveau. Joseph Havinne, abbé de 1700 à 1726, décide de tout rebâtir. La cinquième abbatiale du monastère est mise en chantier. C'est l'œuvre de l'architecte lillois Gabi qui rebâtit donc l'église entre 1714 et 1718, puis les bâtiments abbatiaux jusqu'en 1722. Malheureusement, un incendie en 1727 fait de nouveaux dégâts. Ghislain Levesques, abbé de 1727 à 1739, fait reconstruire ce qui est endommagé, en y ajoutant une bibliothèque. L'architecte De Brissy s'emploie donc, en 1729, à élever l'infirmerie et la bibliothèque.
En 1729, la construction, à Mons, de l’hôpital Sainte-Élisabeth (avec sa chapelle) est terminée. Il est confié aux sœurs Augustines. C’est le seul bâtiment qui, au XXIe siècle, rappelle le souvenir de la florissante abbaye de Saint-Ghislain.
En 1752, l'abbé Dom Durot fait ériger une bibliothèque municipale, établie dans l'ancien hôtel de ville. On peut y découvrir encore les armes de l'abbé Nicolas Brouwez (1739-1763).

### Suppression et fin
En date du 1er septembre 1796, l’abbaye de Saint-Ghislain est officiellement supprimée. Les moines l’avaient quittée en 1794 lors de l’entrée des troupes révolutionnaires françaises. Ils partent en exil (en Allemagne) emportant leurs manuscrits. La châsse de saint Ghislain se trouve à Mons. En 1797, 1 600 ouvrages de la bibliothèque passent à la bibliothèque du département de Jemmapes dont Mons est la préfecture. 

## Vestiges de l’abbaye
Les bâtiments sont vendus comme bien public et sont acquis par un négociant parisien. Tout est démantelé. Certaines pierres sont utilisées sur le chantier du canal Mons-Condé. Il ne reste plus rien à Saint-Ghislain sauf une petite partie du mur d’enceinte. 
L’hôpital et couvent (aujourd’hui Home Sainte-Élisabeth) construit par l’abbaye en 1729 est le seul souvenir important d’une institution séculaire qui fit la gloire et la prospérité de la ville de Saint-Ghislain. De cet hôpital, il ne reste que l'orangerie.
La chapelle de l'abbaye, de style néo-gothique, renferme la châsse des reliques du saint fondateur de l’abbaye. Mutilée au cours de la dernière guerre, elle fut restaurée à la Révolution. 
Sur la place de la ville se dresse la tour-clocher de l’ancienne église Saint-Martin. Construite comme église paroissiale par les moines de l’abbaye (vers 1565), elle fut détruite lors d’un bombardement de la dernière guerre mondiale (1940). La tour fut rénovée et est devenue l’espace Ockeghem, un centre culturel de la ville.
L'ancienne abbatiale est aujourd'hui une église paroissiale. Les stalles qui en ornaient jadis le chœur se trouvent aujourd'hui à la cathédrale de Tournai.

## Aspects culturels
L'abbaye eut des écrivains dont les œuvres sont conservées à Mons et à la Bibliothèque royale. Par exemple, les Annales commencées par le prieur Pierre Baudry et continuées par Augustin Durot jusqu'en 1756 constituent de remarquables chroniques monastiques.

## Pour compléter